# Rivière Mingan
Pour les articles homonymes, voir Mingan.
La rivière Mingan est un cours d'eau de la Côte-Nord, au Québec (Canada) qui se jette dans le golfe du Saint-Laurent près d'Ekuanitshit.

## Toponymie
La Commission de toponymie du Québec indique que le nom de cette rivière est attesté depuis au moins le xviiie siècle. Cependant, le nom Mingan est beaucoup plus ancien ; une carte de 1631 identifie déjà un campement estival innu à l'embouchure de la rivière sous le nom de Mican. Trois théories concurrentes expliquent l'origine du nom :
- En basque, mingain signifie « langue » ;
- En breton, menguen ou maen gwenn signifie « pierre blanche »;
- En innu-aimun, maikan réfère au loup[2].

La rivière Mingan est attestée sur une carte de 1775.

Cette dernière acception est nuancée, sans être totalement discréditée, par Henri Dorion dans son ouvrage Les noms de lieux montagnais des environs de Mingan. Le géographe postule que premièrement, en innu-aimun « les noms d'animaux qui entrent dans la composition des toponymes sont en général associés à des formes verbales signifiant une action » tandis que « Mahikan » est composé uniquement du nom de l'animal; deuxièmement, les Innus prononcent bien « Mingan » et non « Mahikan » et troisièmement, les Innus ignoraient ce nom au xixe siècle, alors qu'Ekuantshit et ses variantes étaient dans l'usage. « Ecouanatchiou » est d'ailleurs relevée sur une carte de George Sproule en 1768.
Les Innus nomment cette rivière Ekuantshiht Hipu, « rivière là où les choses s’échouent », ou encore Memekuauhekau Hipu, « la rivière du lac montagneux où sont les visages étroits »

## Milieu physique

### Hydrographie

#### Tracé

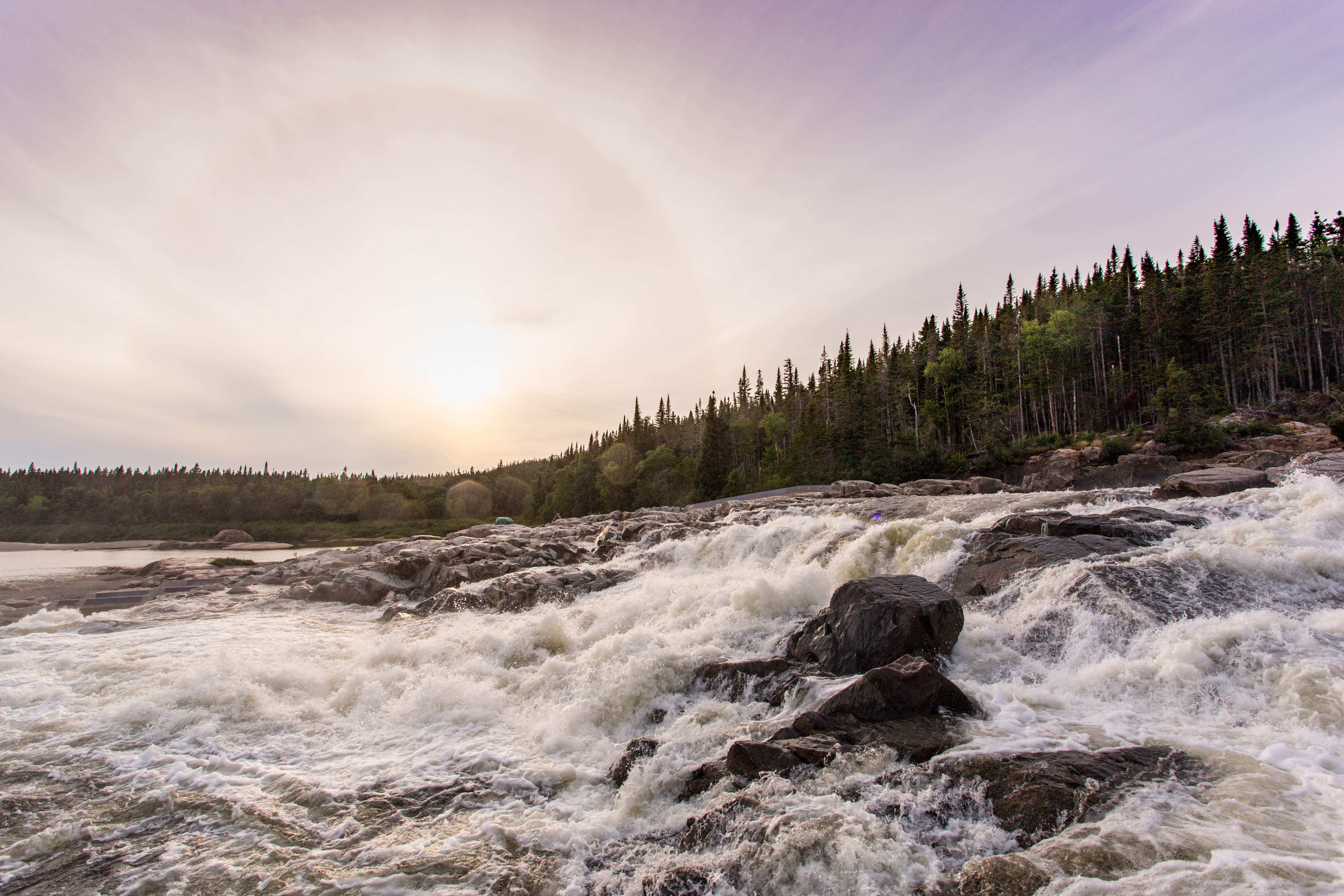
Chute Mingan, au nord d'Ekuanitshit.

La rivière prend sa source dans les hauts plateaux du bouclier canadien. Elle se jette dans golfe du Saint-Laurent, près d'Ekuanitshit, au terme d'un parcours de 117 km et d'un dénivelé de 579 m. Son cours est interrompu par la chute Mingan, à 9 km de l'embouchure.

#### Bassin versant
Le bassin versant de la rivière Mingan couvre une superficie de 2 330 km2. Son réseau hydrographique, de type angulaire, s'étend de part et d'autre de la rivière sur une largeur variant entre 20 et 30 km, emprunte un réseau de fractures de l'assise rocheuse peu altérable. Les tributaires présentent souvent des segments rectilignes qui bifurquent en angle droit.
L'affluent le plus important de la Mingan est la Manitou, qui s'y jette à 5 km de l'embouchure. Cette dernière est alimentée par le réseau des lacs Manitou, du Gros Diable et du Petit Diable qui totalisent 29,2 km2 de superficie. On compte les rivières Mitshem Kutshieu, Mingan Nord-Ouest et Mingan Nord-Est parmi les autres tributaires majeurs.

### Hydrologie

#### Débit

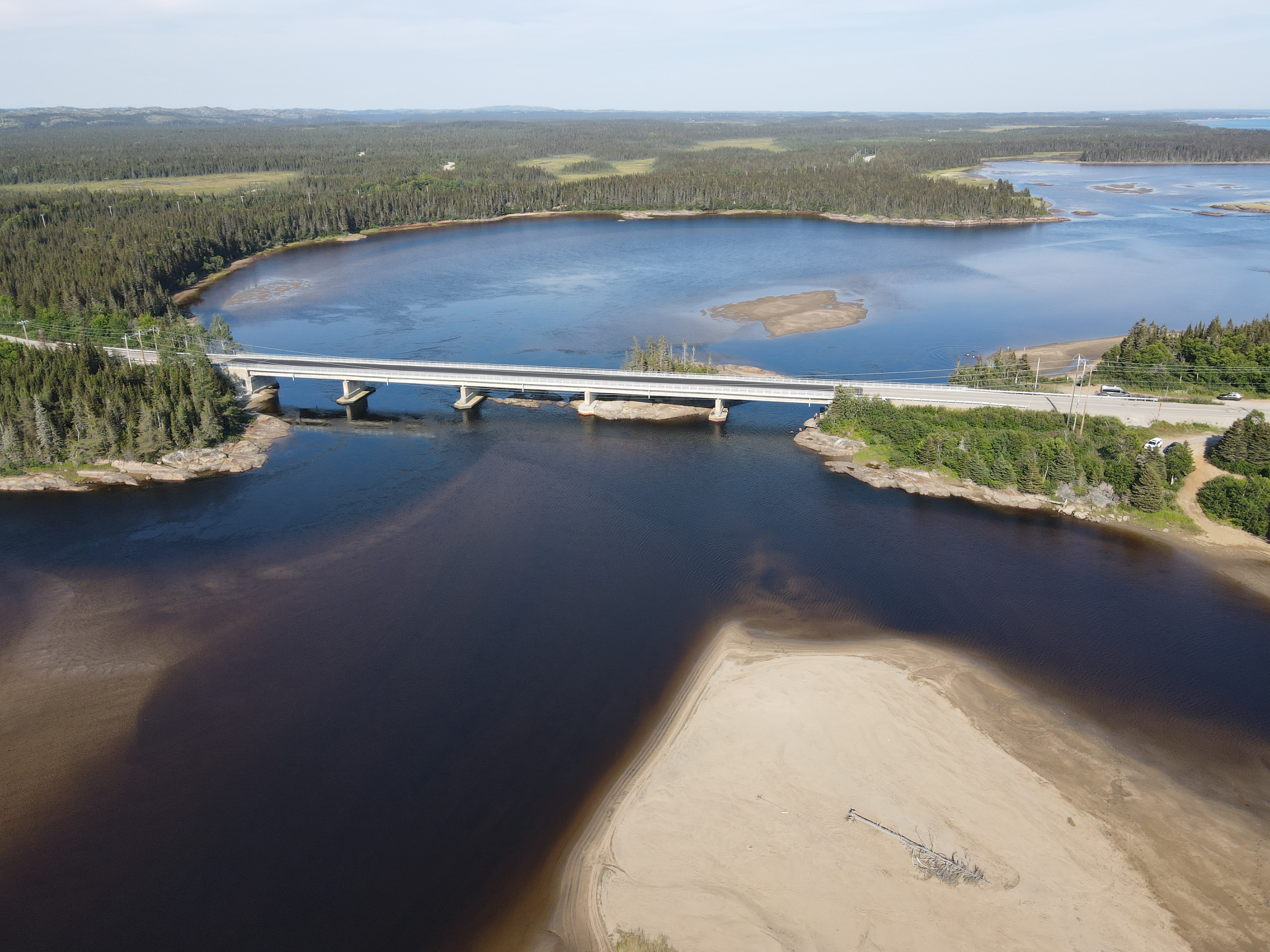
L'eau salée remonte au-delà du pont de la route 138 en période d'étiage.

La rivière n'est pas couverte par une station hydrométrique. À l'embouchure, on estime son débit moyen annuel à 66 m3/s. Il peut atteindre des pointes de 149 m3/s en crue et 16 m3/s en étiage. Les effets des marées sont perceptibles jusqu'à 1,5 km de l'embouchure en étiage.

#### Qualité de l'eau
La qualité bactériologique et physico-chimique de la rivière, telle qu'évaluée par l'indice IQBP du ministère de l'Environnement du Québec est déclarée satisfaisante (valeur de 74), au terme de l'évaluation de six paramètres : concentration de matières en suspension, concentration d'azote ammoniacal, concentration en nitrites-nitrates, concentration de phosphore, saturation en oxygène dissous et turbidité. Ce dernier paramètre est celui qui tire le résultat vers le bas. La mesure de l'acidité (pH médian de 6,2) a été omise dans la composition de l'indice, considérant que la rivière s'écoule sur les roches cristallines du bouclier canadien et lessive l'humus des podzols.

### Géologie et géomorphologie
Dans la portion amont de son cours, la rivière Mingan s'écoule dans une ancienne vallée encaissée en « V » formée lors de la dernière période glaciaire. La portion médiane est constituée d'une vallée glaciaire en « U » et le tracé y est parfois méandré. Le cours est beaucoup plus rectiligne, grugeant dans les dépôts meubles de la plaine côtière.

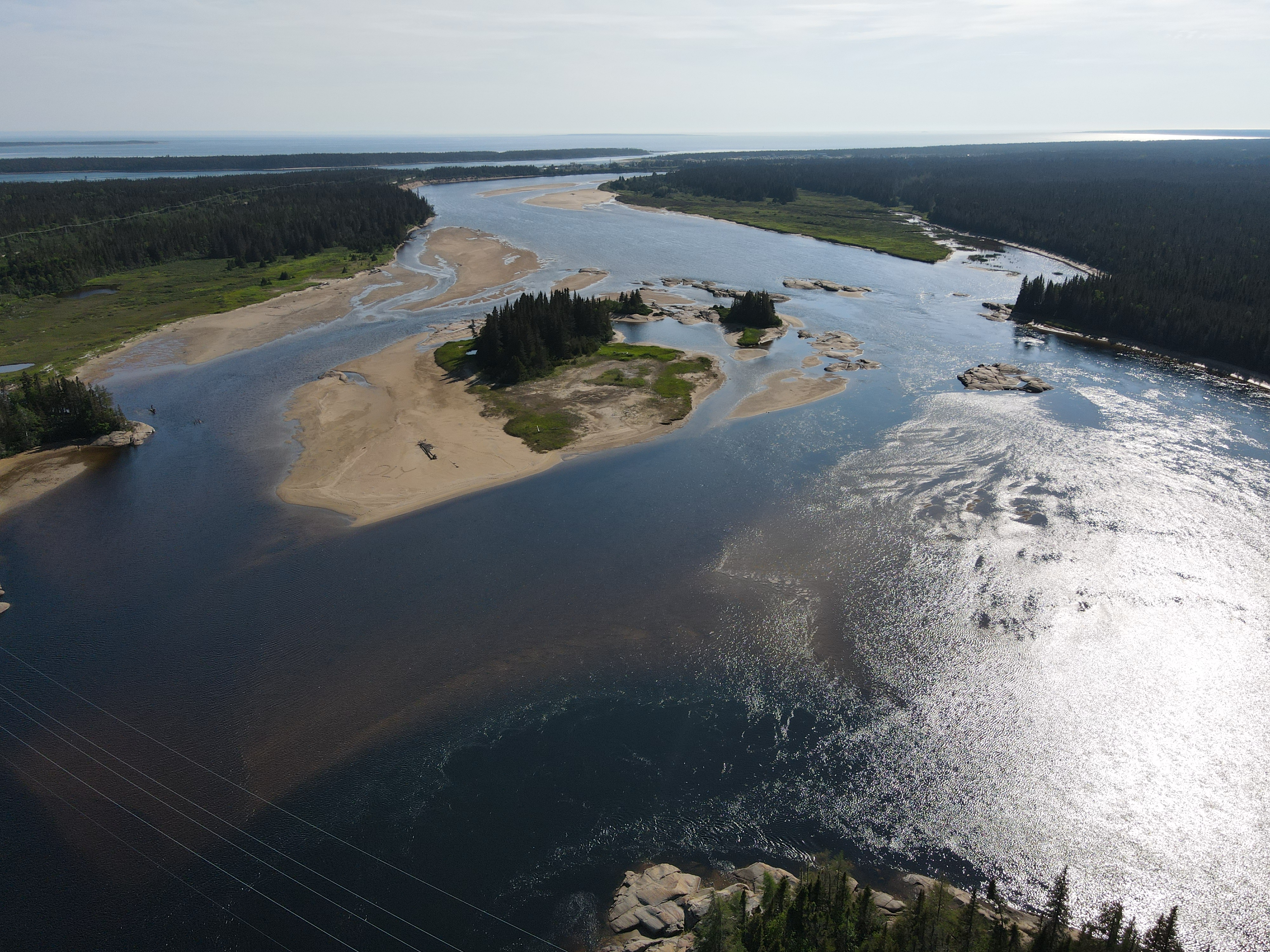
L'estuaire de la rivière Mingan, avec le delta submergé.

L'embouchure est constitué d'un estuaire long de 1,8 km et large de 420 m. Il prend la forme d'un delta submergé, nourri des sédiments provenant des zones d'érosion riparienne dans la plaine côtière.
Le sous-sol du bassin versant est principalement composé de roches magmatiques : de l'anorthosite, et, dans une moindre mesure, des granitoïdes. Au nord du bassin, le sol montre beaucoup d'affleurements rocheux et quelques dépôts de surface, des plaques de till discontinues, de profondeur inférieure à 1 m. Les sédiments fluvioglaciaires occupent les fonds des vallées plus importantes. Dans la plaine côtière, les sédiments argileux et limoneux issus du retrait de la mer de Goldthwait sont recouverts de sédiments sablonneux, d'orginie deltaïque ou estuarienne.

### Climatologie
Compte tenu de son étendue, de son orientation nord-sud et de l'élévation graduelle de son niveau, le bassin versant de la rivière Mingan n’a pas un climat homogène. Une modélisation climatique permet d'estimer les températures moyennes à 3 °C en bord de mer et  −1 °C à l'extrémité nord du bassin versant, et les précipitations à 1 100 mm en bord de mer et 1 300 mm sur les plateaux.
La station météo de Rivière-Saint-Jean, opérée par Environnement Québec et située à 23 km à l'ouest de l'embouchure, indique une température moyenne de 1,4 °C et des précipations annuelles de 1 094 mm.

## Milieu biologique

### Végétation et flore
La portion côtière du bassin versant est couverte d'une sapinière à épinette noire ainsi que de quelques milieux humides, dont une tourbière de 2 km2. Le reste du bassin versant qui en compose la majeure partie est couvert d'une pessière noire à sapin et mousse. La proportion de sapin augmente en suivant un gradient nord-sud.
Peu bûchée et peu atteinte par les maladies, la forêt est considérée comme vierge et mature.

### Poissons
La rivière Mingan est considérée comme étant une rivière à saumon atlantique. Les captures sportives observées ont diminué, possiblement en raison d'une baisse des populations de salmonidés. En 2010, une firme d'ingénierie recense 355 saumons en montaison. Le seuil de conservation inférieur à 100 %, selon les estimations d'œufs déposés.
On recense les espèces d'eau douce suivantes dans les eaux de la Mingan :
- Grand brochet ;
- Grand corégone ;
- Ménomini rond ;
- Touladi ;
- Lotte ;
- Dans une moindre mesure, éperlan arc-en-ciel et omble de fontaine[13].

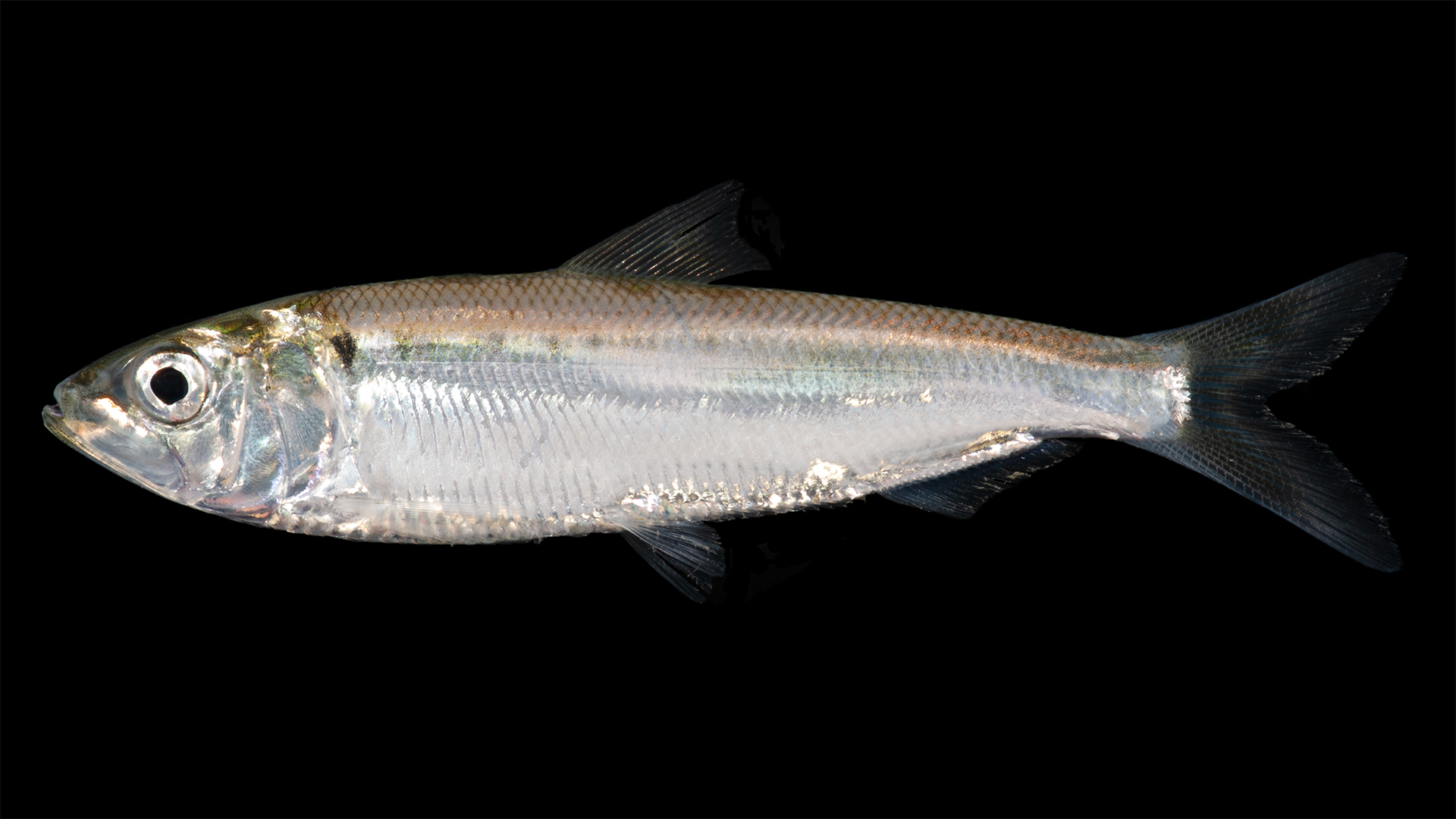
L'alose savoureuse fréquente la rivière Mingan.

Outre le saumon atlantique, les espèces migratoires suivantes fréquentent la Mingan :
- Esturgeon noir ;
- Gaspareau ;
- Alose savoureuse ;
- Poulamon atlantique ;
- Anguille d'Amérique[13].

## Histoire et culture
La rivière Mingan constitue l'un des trois cours d'eau qui forme l’assise du territoire patrimonial des Innus d'Ekuanitshit. Des fouilles réalisées à proximité d'une importante fosse à saumon ont révélé les traces de deux occupations datant de 1 800 et 2 000 ans avant le présent.

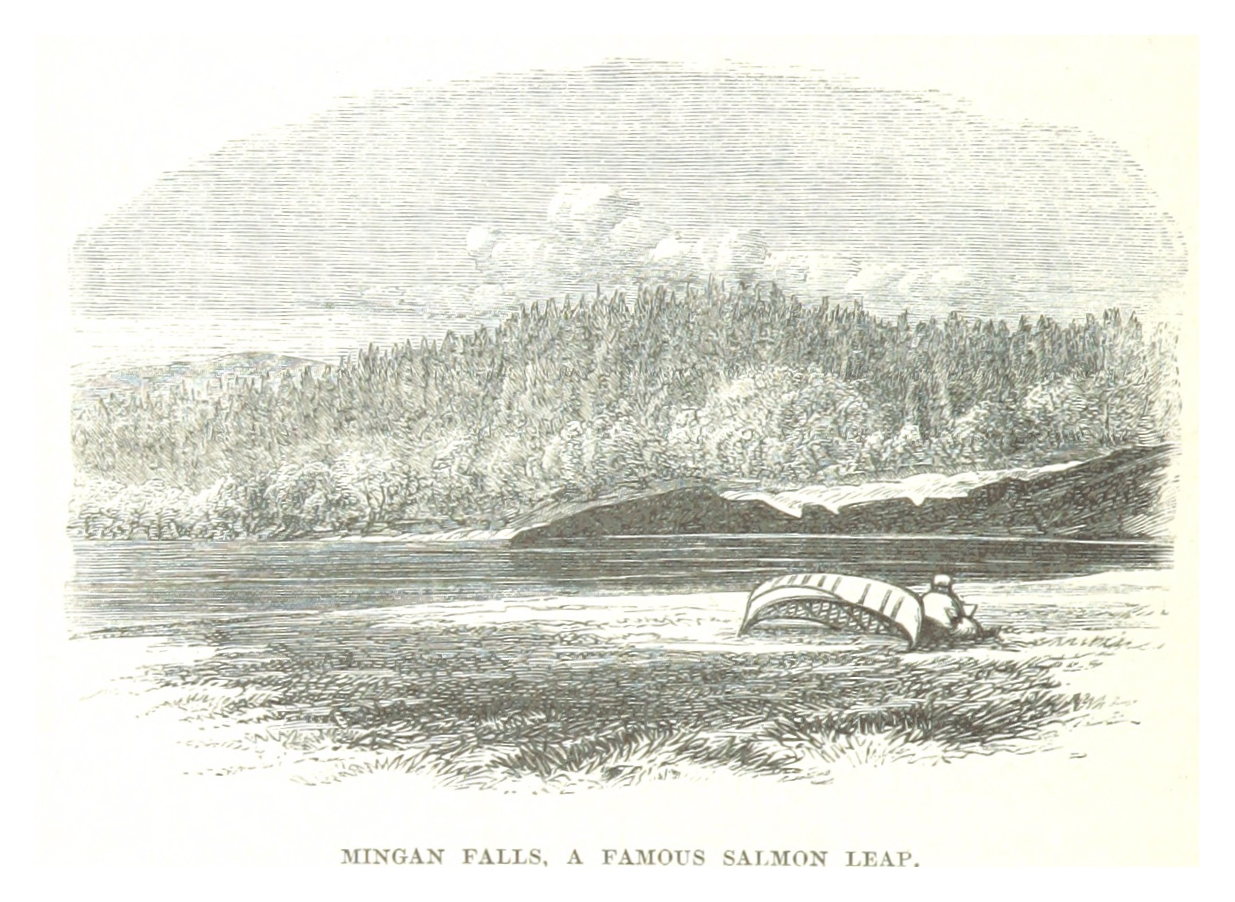
Croquis de la chute Mingan en 1863.

Une partie de la rivière Mingan a été retirée du domaine de l'État et concédée en seigneurie. La seigneurie est peu développée sous le régime français, mais prisée par les Britanniques et les Américains pour la pêche au saumon. La propriété privée est rachetée par le gouvernement du Canada lors de la Guerre du saumon, puis annexée à la réserve indienne de Mingan. Les Innus cessent alors toute pêche et ensemencent la rivière pendant plusieurs années. Depuis 1991, ils exploitent une pourvoirie sur les rivières Mingan et Manitou.

## Organisation et aménagement du territoire
Le bassin versant de la rivière Mingan est entièrement compris dans la Minganie, réparti entre le territoire non organisé de Lac-Jérôme, la ville de Havre-Saint-Pierre, la municipalité de Longue-Pointe-de-Mingan et la réserve indienne de Mingan (Ekuanitshit).
Le schéma d'aménagement et de développement de la Minganie prévoit que le territoire est principalement affecté à des fins forestière (98,5 % du bassin versant), mais aussi à des fins de conservation (1,06 %) et récréative (0,41 %). À l'interface de la rivière et du golfe, trois aires de concentration d'oiseaux aquatiques protègent les sites fréquentés par les oiseaux migrateurs.
La production agricole de bleuets nains occupe 0,17 % de la superficie du bassin versant. Autrement inhabité, on recense quelques poches résidentielles isolées dans le bassin versant, soit 45 baux de villégiature en terre publique ainsi que des habitations sur la flèche littorale. On n'y trouve aucune mine, mais 96 claims miniers sont actifs et couvrent 2,11 % du territoire.